# Tipula subdepressa
Tipula subdepressa är en tvåvingeart som beskrevs av Alexander 1941. Tipula subdepressa ingår i släktet Tipula och familjen storharkrankar. Inga underarter finns listade i Catalogue of Life.